# یوگنی پلوشنکو
یوگنی پلوشنکو (انگلیسی: Evgeni Plushenko؛ زادهٔ ۳ نوامبر ۱۹۸۲) اسکیت‌باز نمایشی اهل روسیه است.
وی همچنین برندهٔ جوایزی همچون نشان دوستی شده‌است.